# PubMed
PubMed é um motor de busca de livre acesso à base de dados MEDLINE de citações e resumos de artigos de investigação em biomedicina. Oferecido pela Biblioteca Nacional de Medicina dos Estados Unidos como parte de Entrez. MEDLINE tem ao redor de 4.800 revistas publicadas aos Estados Unidos e em mais de 70 países de todo o mundo desde 1966 até à atualidade.

## PMID
PMID, acrónimo de «PubMed Unique Identifier», é um número único designado a cada citação de um artigo de revistas de biomedicina e de ciências da vida que recolhe PubMed.

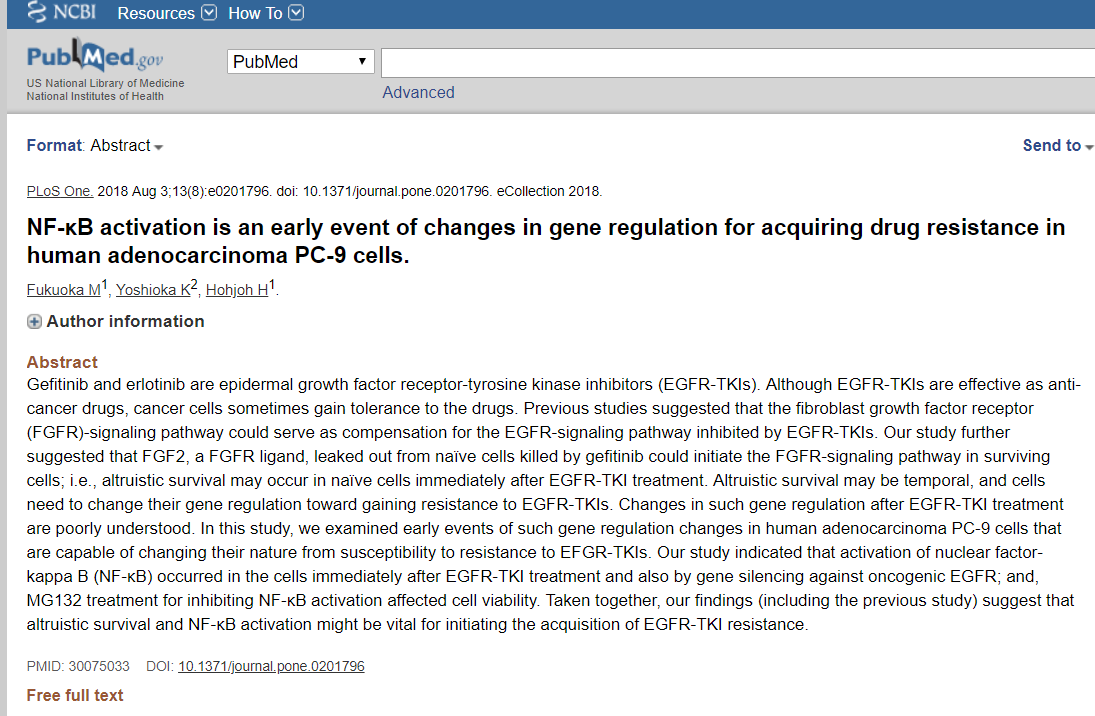